# 季北慈
季北慈（英語：Bates Gill，1959年—）是一位研究中國問題的專家，任職於美國兩大智庫之一的战略与国际研究中心，現任中國研究的首席。

## 外部連結
- CSIS上的簡介